# Каврельйок
Каврельйок — река в Мурманской области России. Протекает по территории Терского района. Левый приток Кицы (Умбы).
Длина реки составляет 16 км. Площадь бассейна 152 км².
Берёт начало на юго-западном склоне горы Соммер на высоте 95 м над уровнем моря. Протекает по лесной, местами болотистой местности. Порожиста. Основные притоки: Нюгоручей и Коченковый. Впадает в протоку Кица реки Умба в 1,7 км от впадения её в Пончозеро на высоте около 47 м над уровнем моря. Населённых пунктов на реке нет.

## Данные водного реестра
По данным государственного водного реестра России относится к Баренцево-Беломорскому бассейновому округу, водохозяйственный участок реки — реки бассейна Белого моря от западной границы бассейна реки Йоканга (мыс Святой Нос) до восточной границы бассейна реки Нива, без реки Поной. Речной бассейн реки — бассейны рек Кольского полуострова и Карелии.
Код объекта в государственном водном реестре — 02020000212101000008889.